# Spinachia spinachia
Genre
Espèce
Statut de conservation UICN

 LC  : Préoccupation mineure
Spinachia spinachia, l'épinoche de mer, est une espèce de poissons osseux de la famille des Gasterosteidae.
C'est l'unique espèce de son genre Spinachia (monotypique).

## Description
- Bay-Nouailhat A., mars 2005, Description de Spinachia spinachia, [En ligne] http://www.mer-littoral.org/34/spinachia-spinachia.php, consultée le 3 décembre 2014.